# مطياف

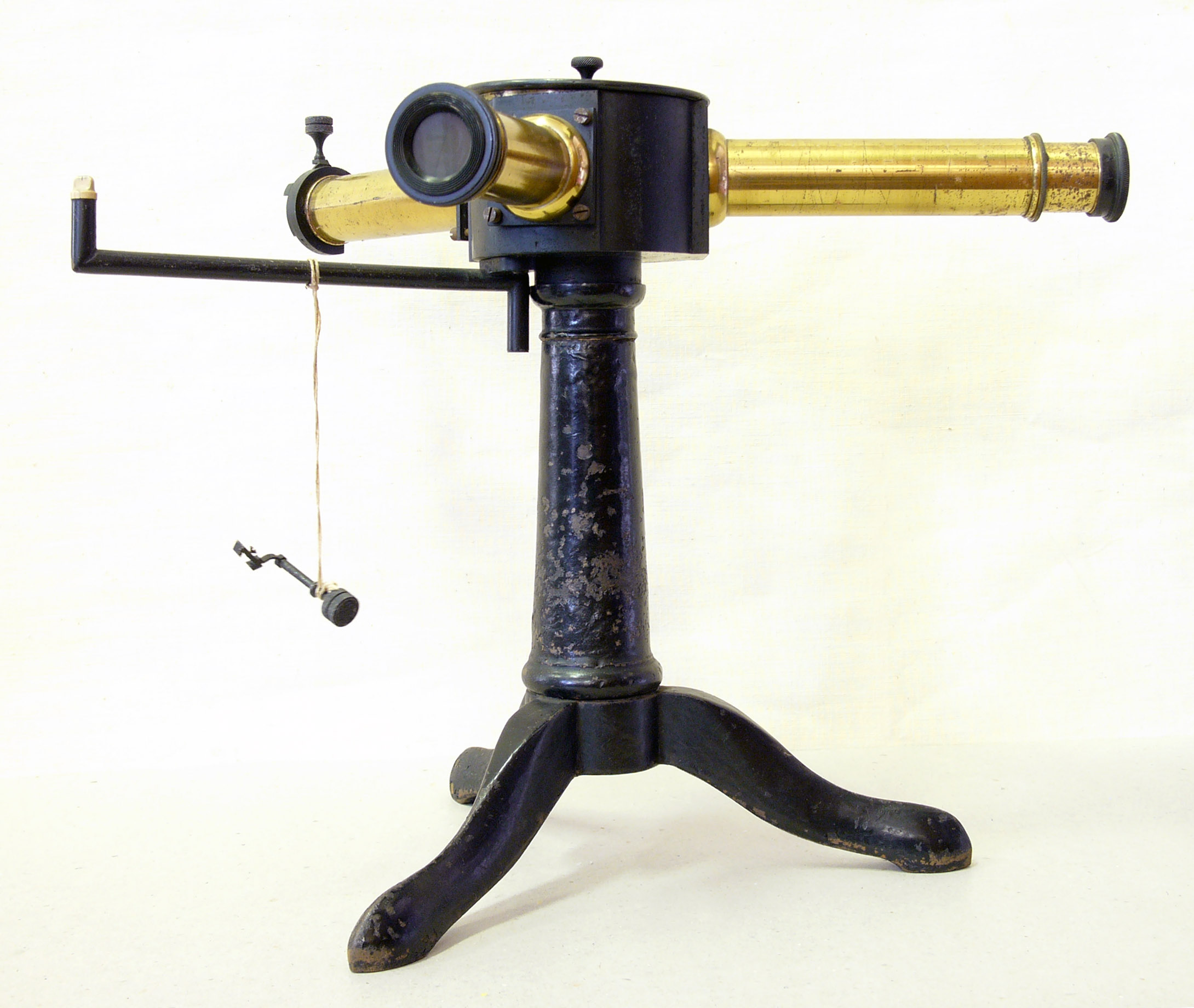
مطياف بسيط

انكسار شعاع ضوء في المنشور.

المطياف أو مقياس الطيف أو المقياس الطيفي أو المِطْيَف في الفيزياء والكيمياء هو جهاز يستعمل لقياس الخواص الضوئية عبر نطاق معين من طيف الموجات الكهرومغناطيسية، وبصفة خاصة يقوم بالتحليل الضوئي للتعرف على مكونات المواد. وقد تقاس مباشرة شدة الضوء أو استقطاب الضوء. وهو يقوم بقياس طول الموجات الضوئية حيث تتناسب طول الموجة تناسبا عكسيا مع طاقة الفوتون. ويمكن كتابة طاقة الفوتون أو طاقة شعاع الضوء بوحدة إلكترون فولت، وعادة يعبر عن طاقة شعاع الضوء بطول الموجة، أي بوحدة نانومتر.
ويستعمل المطياف لإنتاج التحليل الطيفي الذي يظهر في هيئة خطوط ضوئية ملونة نظرا لاختلاف طول الموجة لكل خط عن الآخر. ويمكن بمعرفة مجموعة الخطوط الضوئية الناتجة عن مادة معينة تعيين نوع المادة بدقة ،لأن كل عنصر كيميائي يتميز ببصمة خاصة به (أي بطيف معين خاص به).
ويستخدم التعبير مطياف للتعريف عن الأجهزة التي تقوم بقياس طول موجة الأشعة في نطاق واسع من طول الموجة، من أشعة غاما ذات طول الموجة القصيرة جدا إلى منطقة الأشعة السينية إلى منطقة الضوء المرئي ذي طول موجة متوسطة الطول، إلى نطاق الأشعة تحت الحمراء ذات الموجات الطويلة. وإذا كانت منطقة الدراسة محصورة في منطقة الضوء المرئي فيسمى المطياف المطياف البصري.
وفي منطقة الموجات الكهرومغناطيسية التي تكون تحت الطيف المرئي مثل الموجات الصغرية والموجات الراديوية فإن جهاز تحليل الطيف يصبح جهازا إلكترونيا بحتا، مثل الراديو (ليس ضوئيا).

## مقاييس الطيف
تعطي مقاييس الطيف الحديثة الطيف بصفة عامة (في نطاق الأشعة فوق البنفسجية والضوء المرئي والأشعة تحت الحمراء بالوحدات الأتية : طول الموجة بوحدة نانو متر nm، عدد الموجات/متر um-1 أو إلكترون فولت eV.

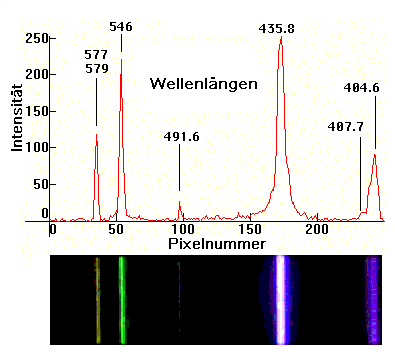
طيف ضوء لمبة الزئبق. تبين الصورة السفلى خطوط الطيف المميزة للزئبق. ويبين الشكل العلوي طول الموجة بالنانومتر (المحور الأفقي)، وشدة الضوء (المحور الرأسي).

وكما نستخلص من الشكل فاللون البنفسجي للضوء له طول موجة 8و435 نانومتر، واللون الأخضر له طول موجة 546 نانومتر، كما يوجد في الطيف خطوط أخرى.

## أنواع أخرى لمقاييس الطيف
لأشعة الجسيمات طريقةٌ مطيافية الكتلة، حيث تستغل القوة المركزية الطاردة للتفرقة بين الجسيمات الثقيلة والخفيفة. كما تستغل تأثيرات فيزيائية أخرى مثل تأثير شتارك الذي يعتمد على استخدام مجال كهربائي لفصل خطوط الطيف القادمة من المصدر. كذلك توجد مقاييس الطيف تعمل بالمجال المغناطيسي لفصل خطوط الطيف وهي تعتمد في نظريتها على تأثير زيمان. أما في حالة الجسيمات الثقيلة وفي حالة الجسيمات المتهادلة الشحنة مثل النيوترونات فيستخدم مقياس الطيف المسمى مقياس الطيف بزمن الطيران وهو يمكنه قياس فروق السرعات للجسيمات.
بالنسبة إلى طريقة تحليل سرعات جسيمات فطريقة مطياف زمن الطيران تعتمد على أنه إذا انطلقت الجسيمات في الزمن to وبدأنا القياس على بعد 20 متر مثلا من فتحة انطلاق الجسيمات لوجدنا أن الجسيم السريع يصل عدادنا أولا عند الزمن t1. أما الجسيم البطيئ فهو يصل العداد متأخرا في الزمن t2. هذه هي فكرة قياس زمن طيران الجسيمات لتعيين سرعاتها المختلفة، وهي عملية تحليل السرعات، وتطبق كثيرا في تجارب فيزياء الجسيمات.

## اقرأ أيضا
- جهاز مطياف الطاقة المظلمة
- خط طيف
- مطيافية
- مطيافية فلكية
- مطيافية الأشعة تحت الحمراء
- مطياف الإلكترونات
- مطيافية الكتلة
- مطياف زمن الطيران
- مسدد
- موازي تلقائي
- مطياف نير